# Rhynchospora divergens
Rhynchospora divergens là loài thực vật có hoa trong họ Cói. Loài này được Chapm. ex M.A.Curtis miêu tả khoa học đầu tiên năm 1849.